# Rutstroemia rubi
Rutstroemia rubi är en svampart som beskrevs av Velen. 1934. Rutstroemia rubi ingår i släktet Rutstroemia och familjen Rutstroemiaceae.   Inga underarter finns listade i Catalogue of Life.